# Ciclohexenă
Ciclohexena este o hidrocarbură ciclică nesaturată (o cicloalchenă) cu formula chimică C6H10. Este un compus incolor, lichid, cu un miros înțepător. Este un compus intermediar în numeroase procese industriale. În timp, prin expunere la lumină și aer, este instabilă, deoarece formează peroxizi.

## Obținere
Ciclohexena este obținută în urma reacției de hidrogenare parțială a benzenului, proces dezvoltat de Asahi Chemical. În laborator, se poate obține prin reacția de deshidratare a ciclohexanolului: